# Krates från Tarsos
Krates (grekiska: Κράτης, latin: Krates) från Tarsos, död 127/126 f.Kr, efterträdde Karneades den yngre som skolark (föreståndare) för Akademin 131/130 f.Kr. och efterträddes vid sin död av Kleitomachos.